# Hotelfachschule

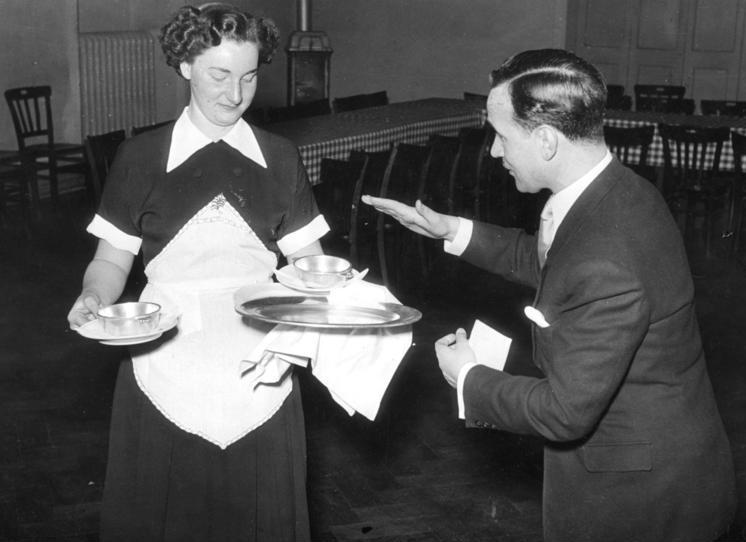
Üben des Servierens in der Hotelfachschule Heidelberg, 1952, (kriegsbedingte Auslagerung in das Weinheimer Schloss)

Hotelfachschulen (kurz: Hofa) sind staatliche und private Bildungseinrichtungen, die sich auf das Hotelfach spezialisiert haben. Hotelfachschulen sind nicht zu verwechseln mit Hotelschulen. Alle bekannten Hotelfachschulen setzen heute voraus, dass ihre Teilnehmer bereits die operativen Tätigkeiten beherrschen, und konzentrieren sich auf administrative Tätigkeiten im Management wie Finanzierung, Existenzgründung und Personalführung. Eine Hotelfachschule bereit somit auf Führungsaufgaben in der Hotellerie und Gastronomie vor.

## Deutschland

### Staatliche Hotelfachschulen

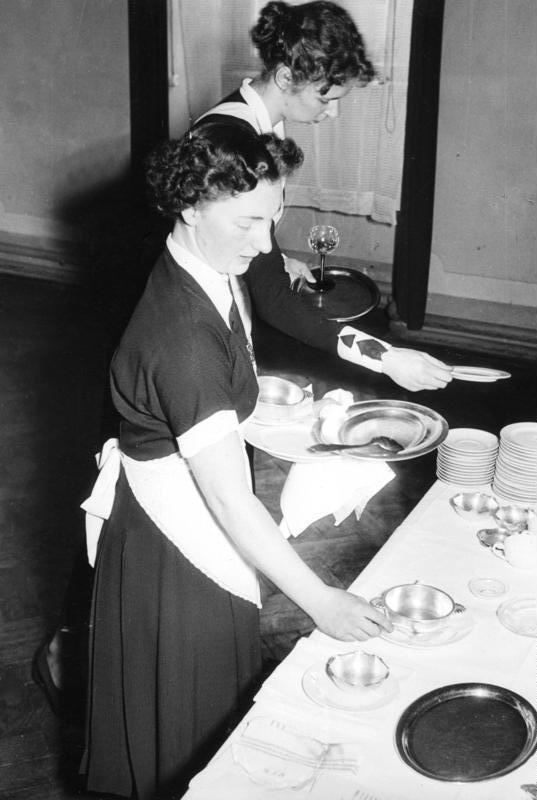
Üben des Eindeckens, 1952

Staatliche Hotelfachschulen sind staatlich zugelassen wie auch durch öffentliche Gelder finanziert (es fällt aber trotzdem oft ein Schulgeld an) und bieten einen staatlichen Abschluss nach Landesrecht an (mit ähnlichem Titel wie „Staatlich geprüfte .../ Staatlich geprüfter ...“).
„Fachschulen [in Nordrhein-Westfalen] sind Einrichtungen der beruflichen Weiterbildung. Fachschulen bauen auf der beruflichen Erstausbildung und Berufserfahrungen (postsekundare Ausbildung) auf: Sie bieten in Vollzeit- oder Teilzeitform (berufsbegleitend) eine berufliche Weiterbildung mit einem staatlich zertifizierten Berufsabschluss. Fachschulen entwickeln sich entsprechend den wachsenden Qualifikationsanforderungen weiter. Sie vertiefen und erweitern die Fach- und Allgemeinbildung auf wissenschaftspropädeutischer Grundlage und ermöglichen damit den Erwerb allgemein bildender Abschlüsse.“
Zugangsvoraussetzung für Hotelfachschulen sind eine abgeschlossene Ausbildung im Hotel- und Gaststättengewerbe und eine daran anschließende mindestens einjährige Praxiszeit oder eine fünfjährige einschlägige Berufserfahrung, wenn kein Abschluss vorhanden ist. Von Bundesland zu Bundesland sind Abweichungen möglich.
Zwar sind staatliche Schulen in der Regel schulgeldfrei (Ausnahmen: Heidelberg), aber es können sogenannte Materialkostenpauschalen anfallen u. a. für den „Eigenanteil“ für Lehrbücher, fachpraktischen Unterricht etc. Seinen Lebensunterhalt bestreitet er aus dem Meister-Bafög oder aus Einkommen einer Erwerbstätigkeit. An fast allen Schulstandorten gibt es organisierte Jobvermittlungen für Schüler. Weitere Förderungen sind möglich durch die Agentur für Arbeit, die Berufsgenossenschaft, die Rentenversicherung, die Begabtenförderung oder die Bundeswehr. Zu den größten Hotelfachschulen in Deutschland zählen Heidelberg (ca. 500 Schüler) und Dortmund, zu den mittleren Schulen München (ca. 50 Schüler) zu den kleineren Pegnitz und Südliche Weinstraße in Edenkoben (ca. 20 Schüler).

### Private Hotelfachschulen
Private Hotelfachschulen sind voll staatlich anerkannt, es macht daher rechtlich keinen Unterschied, ob eine Schule in privater oder staatlicher Trägerschaft besucht wird. Die Lehrgangsteilnehmer bezahlen hier ihre Ausbildung zu einem Teilen selber, auch wenn ihnen das Aufstiegs-BAföG als Finanzierung für die Ausbildung angeboten wird. Seit der Neuregelung des Aufstiegs-BAföGs fallen auch an privaten Hotelfachschulen de facto fast keine Schulgebühren mehr an. Für Schüler, die sich im Anschluss selbstständig machen entfallen die Schulgebühren komplett. Die Kosten hierfür belaufen sich auf bis zu 500 Euro pro Monat. Die Schulen unterliegen dem Wettbewerb und bieten den Teilnehmern ihrer Lehrgänge auch eine Finanzierung an.
Einige private Schulen, wie beispielsweise München, bieten zudem neben dem Abschluss zum Hotelbetriebswirt kostenfrei noch weitere Abschlüsse an (z. B. Ausbildereignungsprüfung, Reiseleiterschein, zertifizierter F&B Manager, zertifizierter HR Manager,....).
Zudem besteht in Bayern die Möglichkeit im Rahmen des Abschlusses zum Hotelbetriebswirt auch eine Hochschulzugangsberechtigung zu erwerben (Abitur).

### Qualifizierung in der Hotelfachschule
- staatlich geprüfter Betriebswirt für Hotel- und Gaststättengewerbe
- staatlich geprüfter Betriebsleiter, Fachrichtung Hotel- und Gaststätten (Kaufmännische Weiterbildung)[2]
- Fachhochschulreife

Der Abschluss an einer deutschen Hotelfachschule gilt nach dem deutschen oder europäischen Qualifikationsrahmen als dem Bachelor (Niveaustufe 6) gleichgestellt.
Die Ausbildungsdauer beträgt für alle Fachschulen in Deutschland regelmäßig zwei Jahre, kann aber unter Anrechnung bereits erbrachter Leistungen verkürzt werden. Der Pflichtunterricht für die Studierenden beträgt in allen Bundesländern in der Regel 2400 Unterrichtsstunden. Der Unterricht ist in fast allen Bundesländern modularisiert. In Nordrhein-Westfalen ist die Stundentafel noch nach Lernbereichen und Fächern gegliedert. Sie umfasst den fachrichtungsübergreifenden und fachrichtungsbezogenen Lernbereich mit der Projektarbeit und den Differenzierungsbereich.
Eine Ausnahme stellt die einjährige Form der Fachschule dar, die teils als Schulversuch (Baden-Württemberg), teils auch als einjährige reguläre Fachschule läuft. Sie bereitet in der Regel auf die Meisterprüfung im Gastgewerbe und u. a. auf die Ausbildereignungsprüfung vor (z. B. Hotelfachschule Heidelberg).
Im Jahr 2015 ermittelte der Deutsche Hotel- und Gaststättenverband rund 30 Hotelfachschulen in Deutschland, die etwas weniger als 1000 Hotelbetriebswirte im Jahr ausbilden.

## Schweiz
Die Schweizer Hotelfachschulen sind teilweise völlig anders aufgestellt und bauen zumindest im französischsprachigen Teil nicht auf einer abgeschlossenen Berufsausbildung auf. Sie dienen damit der beruflichen Erstausbildung nach Art französischer Hotelfachschulen.
- SHL Schweizerische Hotelfachschule Luzern
- Hotelfachschule Thun
- SSTH, Swiss School of Tourism and Hospitality
- Hotelfachschule Lausanne
- HFZ (Hotelfachschule Zürich)

Schweizer Hotelfachschulen sind höhere Fachschulen  und sind dementsprechend der höheren Berufsbildung zugeordnet.
Die Hotelfachschule Lausanne ist eine eidgenössisch anerkannte Fachhochschule. Weitere Bildungsanbieter sind als Privatuniversität einzustufen.

## Frankreich
Die Ausbildung für die Hotellerie findet in Frankreich nur in einem geringen Maße als duale Ausbildung statt. Überwiegend wird Vollzeitunterricht in Schulen erteilt, begleitet von Praktika in Betrieben. Der deutschen Hotelfachschule entspricht am ehesten die BTS Hotellerie.
Die Höhere Berufsfachschule für Hotelmanagement (z. B. Südliche Weinstraße) könnte man als deutsche Variante dieser BTS bezeichnen. Bekannte staatliche Schulen finden sich in Illkirch (Strasbourg), Toulouse oder Chateau-Chinon. Private Institute sind z. B. das Institut Vatel mit mehreren Standorten in Frankreich.

## Verwandte Bildungseinrichtungen
Neben den Hotelfachschulen gewinnen in den letzten Jahren zunehmend auch Hochschulen in der Hotellerie an Bedeutung. Zu unterscheiden sind die Dualen Hochschulen (z. B. DHBW in Baden-Württemberg), bei denen der Student stets einen Ausbildungsvertrag mit einem Hotel hat, und die ehemaligen Fachhochschulen (z. B. München, Wilhelmshaven). Sie schließen regelmäßig mit einem Bachelor ab. Neben diesen staatlichen Einrichtungen gibt es eine Vielzahl privater Hochschulen, die sich auf die Hotellerie konzentrieren. Hier liegen die Semestergebühren bei ca. 3000 €. Einige Hotelfachschulen kooperieren auch mit diesen Hochschulen, um ihren Absolventen einen Abschluss als Bachelor zu ermöglichen.
Einen anderen Weg gehen 2–3-jährige Bildungseinrichtungen wie die Höhere Berufsfachschule für Hotelmanagement (Edenkoben, Leipzig und vergleichbar Saarbrücken), die die gleichen Voraussetzungen aufweisen wie die Hochschulen.
Alternativ bieten sich Meisterlehrgänge an (Küchen-, Restaurant- und Hotelmeister) wie etwa in Heidelberg.